# Kỳ Tân, Bá Thước
Kỳ Tân là một xã thuộc huyện Bá Thước, tỉnh Thanh Hóa, Việt Nam.

## Địa giới hành chính
Xã Kỳ Tân nằm ở phía tây của huyện Bá Thước.
- Phía đông giáp các xã Thiết Kế và Văn Nho, huyện Bá Thước.
- Phía nam giáp xã Văn Nho, huyện Bá Thước.
- Phía tây giáp xã Lâm Phú, huyện Lang Chánh và xã Trung Hạ, huyện Quan Sơn.
- Phía bắc giáp xã Trung Xuân, huyện Quan Sơn và xã Thiết Kế, huyện Bá Thước.

## Lịch sử hành chính
Xã Kỳ Tân là một phần của đất Mường Kế và Mường Ống, vào thời Lê-Nguyễn là vùng đất thuộc huyện Cẩm Thủy, phủ Thiệu Thiên, Thanh Hóa. Đến năm Thành Thái thứ 14 (1902), thuộc tổng Thiết Ống, châu Lang Chánh. Vào năm Khải Định thứ 10 (1925), tổng Thiết Ống chuyển về châu Tân Hóa mới thành lập. Năm 1943, tổng Thiết Ống nhập với tổng Cổ Lũng thành một bang của châu Quan Hóa. Sau Cách mạng tháng Tám (1945), tổng Thiết Ống thuộc châu Tân Hóa mới tái lập, đến tháng 11 năm 1945, châu Tân Hóa đổi thành châu Bá Thước theo tên của thủ lĩnh Cầm Bá Thước trong phong trào Cần vương.
Tháng 3 năm 1948, xã Kỳ Tân lúc này là vùng đất thuộc xã Văn Nho, huyện Bá Thước.
Năm 1964, xã Văn Nho được chia thành 3 xã là Văn Nho, Thiết Kế và Kỳ Tân.
Gồm có 6 chòm: Buốc, Phặt Phạ, Khà Hiêng, Bo Hạ, và chòm Bo Thượng

## Giao thông
Xã Kỳ Tân có tỉnh lộ 217 chạy qua.